# 登迪·苏利斯特亚万
登迪·苏利斯特亚万（1996年10月12日—）是印尼足球运动员，司职前锋。目前效力印尼甲级联赛俱乐部巴揚卡拉，同时也代表印度尼西亚国家足球队。

## 荣誉
巴揚卡拉
- 印尼足球甲级联赛：冠军